# Qualificazioni al campionato mondiale di calcio 2010 - AFC - Terza fase, gruppo 4

## Classifica
| Squadra        | G | V | N | P | F  | S  | DR  | PT |
| -------------- | - | - | - | - | -- | -- | --- | -- |
| Arabia Saudita | 6 | 5 | 0 | 1 | 15 | 5  | +10 | 15 |
| Uzbekistan     | 6 | 5 | 0 | 1 | 15 | 7  | +8  | 15 |
| Singapore      | 6 | 2 | 0 | 4 | 7  | 13 | -6  | 6  |
| Libano         | 6 | 0 | 0 | 6 | 3  | 14 | -11 | 0  |

## Risultati
| Arbitro: | Abdullah Al Hilali |

|  |           |             |
|  | Marcatori | 44’ Ahmedov |

| Arbitro: | Muhsen Basma |

|                               |           |  |
| Al Kahtani 38’ Al Hawsawi 81’ | Marcatori |  |

| Arbitro: | Subkhiddin Mohd Salleh |

|                                          |           |  |
| Kapadze 45+1’ Shatskikh 66’ Djeparov 68’ | Marcatori |  |

| Arbitro: | Hiroyoshi Takayama |

|                     |           |  |
| Đurić 8’ Shahul 24’ | Marcatori |  |

| Arbitro: | Saad Al Fadhli |

|                                          |           |            |
| Al Kahtani 44’ 90’ Hawsawi 62’ Tukar 84’ | Marcatori | 42’ El Ali |

| Arbitro: | Ali Hamad Albadwawi |

|                                             |           |                                                                                   |
| Đurić 16’ Fahrudin 31’ (rig.) Wilkinson 73’ | Marcatori | 10’ Kapadze 21’ Karpenko 34’ 44’ Djeparov 42’ Denisov 62’ Ibragimov 88’ Shatskikh |

| Arbitro: | Satop Tongkhan |

|               |           |                 |
| Ghaddar 90+3’ | Marcatori | 45+1’ 60’ Tukar |

| Arbitro: | Kim Dong-jin |

|              |           |  |
| Geynrikh 80’ | Marcatori |  |

| Arbitro: | Matthew Breeze |

|                                |           |  |
| Ahmedov 51’ 62’ Djeparov 90+4’ | Marcatori |  |

| Arbitro: | Benjamin Williams |

|  |           |                               |
|  | Marcatori | 37’ Autef 76’ Ahmed Al Fraidi |

| Arbitro: | Masoud Moradi |

|                    |           |                                 |
| Khaizan 62’ (aut.) | Marcatori | 72’ (aut.) Dayoub 73’ Wilkinson |

| Arbitro: | Yūichi Nishimura |

|                                           |           |  |
| Autef 7’ Al Hawsawi 37’ 87’ Al Harthi 56’ | Marcatori |  |